# 沖縄県道72号名護運天港線
沖縄県道72号名護運天港線（おきなわけんどう72ごう なごうんてんこうせん・主要地方道名護運天港線）は沖縄県名護市屋部と国頭郡今帰仁村運天港を結ぶ主要地方道。

## 概要

### 区間
- 起点：名護市字屋部（国道449号）
- 終点：国頭郡今帰仁村字上運天（運天港）
- 総延長：19.55km
- 実延長：18.74km

### 通過自治体
- 名護市－国頭郡今帰仁村

### 交差する路線
- 国道449号（起点）
- 本部循環線（起点-国道449号、今帰仁村仲宗根-国道505号にそれぞれ重複）
- 沖縄県道84号名護本部線（名護市中山）
- 沖縄県道123号線（今帰仁村呉我山）
- 国道505号（今帰仁村仲宗根（郵便局前交差点-名護方面・運天港入口-運天港方面））

### 重複路線
- 沖縄県道123号線（今帰仁村呉我山の旧道部分が重複）
- 国道505号（今帰仁村仲宗根で被重複）

### 主要施設
- 今帰仁郵便局（今帰仁村仲宗根）
- 今帰仁村役場（同・国道505号被重複区間内）
- 運天港（終点）

### 路線バス
- 888番・やんばる急行バス　今帰仁村仲宗根 -　運天港（2013年運行開始。運天港までは一部のみでほとんどが渡喜仁からリゾートホテルベルパライソ行き、さらに今帰仁村役場発着は通らない）

かつては今帰仁村仲宗根 - 運天港間に名護バスターミナルから運天港へ向かう運天線や本部半島線が運天港経由（いずれも当時の琉球バス・沖縄バス共同運行）で乗り入れたりしていたが、2002年（平成14年）に廃止された。なお名護市屋部 - 今帰仁村仲宗根間にはもともと路線バスが通っていない。

## 歴史
- 1953年（昭和28年）に琉球政府道として指定されたが、当時は屋部村（現名護市）屋部 - 今帰仁村仲宗根が117号線、同村仲宗根 - 運天港が運天港仲宗根線とそれぞれ別路線で指定された。現在の県道が同村仲宗根で途切れているのはこの名残である。なお運天港仲宗根線は1965年（昭和40年）に政府道117号線に編入された。
- 1972年（昭和47年）5月の本土復帰と同時に一般県道117号線となり、1976年（昭和51年）に現在の路線名で主要地方道に昇格した（路線番号も117→72と変更された）。
- 本部半島を南北に横断する唯一の路線にもかかわらず、1980年代まで道路状況がよくなかった。特に今帰仁村呉我山 - 仲宗根の区間は1990年代初めまで自動車がようやく１台通れるくらいの狭さしかなく、文字どおりの“険道”だったが、1990年代初め（平成初期）にようやく今帰仁村呉我山 - 仲宗根の区間内にトンネル2ヶ所を含むバイパスが開通し、不便険道は解消され（並行する険道となった旧道はその後通行止めとなり事実上の廃道）、名護市街地から今帰仁方面の近道となった。
- 1988年（昭和63年）に伊是名島行き、1990年（平成2年）に伊平屋島行きのそれぞれの航路の本部半島側の発着地が本部港から運天港に移り、運天港方面への重要な路線となった。